# Pasadena Hills, Florida
Pasadena Hills är en ort (CDP) i Pasco County, i delstaten Florida, USA. Enligt United States Census Bureau har orten en folkmängd på 7 570 invånare (2010) och en landarea på 78,3 km².